# Station Les Tines
Station Les Tines (Frans: Gare des Tines) is een spoorwegstation in de Franse gemeente Chamonix-Mont-Blanc.  Het ligt aan de spoorlijn Saint-Gervais-les-Bains-Le Fayet - Vallorcine (grens).